# 新布達 (科留科夫卡區)
51°42′33″N 32°3′18″E / 51.70917°N 32.05500°E
新布達（烏克蘭語：Нова Буда），是烏克蘭北部的村莊，隸屬切爾尼希夫州的科留基夫卡區。該村面積0.3平方公里，海拔高度135米，2001年人口22，人口密度每平方公里73.8人。